# Timp sideral
Simplifcat, ziua siderală este timpul necesar unei rotații complete a Pământului în jurul axei sale, față de stele sau față de un reper inerțial.
Ca definiție exactă, ziua siderală este perioada scursă între două treceri la meridian succesive ale punctului vernal.
Timpul sideral este o măsură a poziției Pământului în mișcarea sa de rotație în jurul axei sale. Formal, este definit ca fiind unghiul orar al punctului vernal.

## Precesia axei
Axa Pământului nu rămâne în permanență paralelă cu ea însăși datorită fenomenelor de precesie și nutație. Ca urmare, nici direcția punctului vernal nu constituie un reper inerțial, iar poziția punctului vernal relativ la stele se modifică în timp, punctul vernal parcurgând ecliptica în aproximativ 26000 ani.

## Durata zilei siderale
Ziua siderală are o durată de aproximativ 23 ore 56 de minute 4 secunde. Durata zilei siderale variază însă datorită mai multor factori:
- neuniformitatea vitezei de rotație a Pământului datorită redistribuirii masei în interiorul Pământului
- frânarea rotației Pământului datorită mareelor
- nutația și neuniformitatea precesiei